# متامورفو
متامورفو (به انگلیسی: Metamorpho) با نام اصلی رکس میسون، یک شخصیت خیالی ابرقهرمان در کتاب‌های کامیک آمریکایی منتشر شده توسط دی‌سی کامیکس است. این شخصیت توسط نویسنده باب هینی و طراح رامونا فرادون خلق شده است؛ که برای اولین بار در شمارهٔ ۵۷ از مجموعه کمیک شجاع و جسور (ژانویه ۱۹۶۵) حضور پیدا کرد. او یکی از بنیانگذاران تیم ابرقهرمانی آوت‌سایدرز است که تا کنون به چندین تجسم از گروه لیگ عدالت نیز پیوسته است.
رکس میسون پس از اینکه به استخدام صنعتگری به نام سایمون استگ درآمد، در طی سفری به مصر برای یافتن گوی رع در معرض نور شهاب‌واره باستانی قرار گرفت و تبدیل به متامورفو گشت.
آنتونی کریگن نقش این شخصیت را در دنیای دی‌سی به تصویر کشیده است و اولین حضورش در فیلم سوپرمن (۲۰۲۵) به کارگردانی جیمز گان بود. علاوه بر این، تام سایزمور، اسکات منویل، آدام بالدوین و فرد تاتاسیور صداپیشگی این شخصیت را در آثار پویانمایی برعهده داشته‌اند.